# پتساو (دهانه)
پتساو یک دهانه برخوردی در ماه‌ است.

## دهانه‌های اقماری
این دهانه ۲ دهانه اقماری دارد.
| Patsaev | عرض جغرافیایی | طول جغرافیایی | قطر          |
| ------- | ------------- | ------------- | ------------ |
| Q       | ۱۷.۸° S       | ۱۳۲.۷° E      | ۳۴.۰ کیلومتر |
| K       | ۱۸.۸° S       | ۱۳۴.۵° E      | ۵۳.۰ کیلومتر |